# Vigna multinervis
Vigna multinervis är en ärtväxtart som beskrevs av John Hutchinson och John McEwan Dalziel. Vigna multinervis ingår i släktet vignabönor, och familjen ärtväxter. Inga underarter finns listade i Catalogue of Life.